# اسکریبنر (نبراسکا)
اسکریبنر(به انگلیسی: Scribner) شهری در ایالت نبراسکا کشور ایالات متحده آمریکا است که جمعیت آن در سرشماری سال ۲۰۱۰ میلادی، ۸۵۷ نفر بوده‌است.